# 錫姆河
錫姆河是俄羅斯的河流，位於車里雅賓斯克州和巴什科爾托斯坦共和國，屬於別拉亞河的支流，河道全長239公里，流域面積11,700平方公里，發源自烏拉山脈南部，往西北方向流經錫姆和米尼亞爾，其後轉西南方向流經阿沙，最終注入別拉亞河。

## 外部連結
- Photos of Sim (has English version)